# Companhia de Água e Esgotos da Paraíba
A Companhia de Água e Esgotos da Paraíba, mais conhecida pelo acrônimo CAGEPA, é uma operadora de serviços de abastecimento de água e esgotamento sanitário em áreas urbanas no Estado da Paraíba. É a maior empresa dentre as que possuem sede no Estado, sendo o governo estadual seu principal controlador, com 99,9% das cotas, através do regime de economia mista. Suas atividades alcançam 201 de um total de 223 municípios paraibanos. Possui sustentabilidade financeira e vêm empreendendo esforços para a modernização de sua estrutura administrativa.
A CAGEPA é um grande agente de desenvolvimento na região, tendo em vista que sua operação se relaciona em algum grau com todos os 17 Objetivos de Desenvolvimento Sustentável da Agenda Global 2030. Além da integração direta com o ODS 6 (água e saneamento), destaca-se o ODS 3 (saúde e bem-estar), o ODS 9 (indústria, inovação e infraestrutura), o ODS 11 (cidades e comunidades sustentáveis) e o ODS 12 (consumo e produção sustentáveis).

## História
A CAGEPA foi constituída em 31 de dezembro de 1966, através da lei paraibana 3.459/66, sob regime de economia mista. Dias antes, (28/12/1966) também havia sido constituída a SANECAP (Saneamento da Capital) com abrangência na capital João Pessoa, sob decreto 4.295/66 e lei 2.985/63. Em 4 de novembro de 1955 já havia sido instituída a SANESA (Saneamento de Campina Grande) com abrangência na cidade de Campina Grande. As três empresas coexistiram paralelamente até 1972, quando houve a unificação das mesmas, que passaram a funcionar como CAGEPA.

## Administrações regionais
O atendimento aos municípios paraibanos é realizado pelas Unidades de Negócio que estão distribuídas por região em todo o território da Paraíba, são elas:
- Litoral – cidade polo: João Pessoa
- Brejo – cidade polo: Guarabira
- Borborema – cidade polo: Campina Grande
- Espinharas – cidade polo: Patos
- Rio do Peixe – cidade polo: Sousa
- Alto Piranhas – cidade polo: Cajazeiras

## História dos serviços de abastecimento de água e esgotamento na Paraíba
O desenvolvimento dos serviços de saneamento na Paraíba está fortemente associado à fragilidade do processo nacional de urbanização. Assim como em boa parte do Brasil, até o início do século passado, o abastecimento de água no Estado era realizado através de cacimbas ou chafarizes coletivos e até contato direto com os mananciais, o transporte da água era feito através de baldes com ou sem ajuda de animais; algumas famílias nobres dispunham de poços particulares, mas não havia água canalizada ou com tratamento. O esgotamento era ainda mais precário. As águas residuais e excrementos humanos eram descartados diretamente nas ruas ou em fossas negras (buracos) e valas no quintal das casas (ALMEIDA, 2016). 
Apesar dessa realidade ilustrar as práticas sanitárias no Brasil do início do século passado, já existiam iniciativas para reverter este quadro. Em 1910 por exemplo, 48 cidades brasileiras já dispunham de coleta de esgotos, enquanto na Paraíba não havia nenhuma, sugerindo um pequeno descompasso com outros estados. A primeira rede pública de abastecimento de água em João Pessoa foi inaugurado no dia 21 de abril de 1912 (MELO, 2016).
A partir da segunda década do século 20, iniciam-se pequenas obras para o abastecimento de água, de forma descoordenada, sem uma política estadual ou federal, localizada sobretudo nas maiores cidades como Campina Grande e João Pessoa, cujas redes cobriam apenas regiões centrais das cidades. Em 1926 foi inaugurada a primeira rede coletora de esgoto do Estado, em João Pessoa (MELO, 2016).
Em 1948 o Estado instituiu o Departamento de Saneamento do Estado (DSE) através da lei 266/1948; em 1959 cria o Departamento de Obras Sanitárias (lei 2161/1959), até que em 1961 transforma o DSE em Departamento de Águas e Esgotos da Capital – DAEC (lei 2705/61).
No ano de 1950, a Paraíba contava com um total de 1.713.259 habitantes, onde 26,65% da população estava situada em domicílios urbanos. Em 1970, este número saltou para 41,68%, um crescimento de quase 64% em 20 anos. Estima-se que em meados de 70’ – ou seja, por volta de 1975 –  a Paraíba tornou-se predominantemente urbana, apesar do censo que confirmou este fenômeno só ter ocorrido em 1980 (IBGE, 1951; 2016).
Aos poucos também foram sendo criadas “comissões de saneamento” nas cidades médias, permitindo a ampliação e implantação de redes de abastecimento em cidades como Alagoa Grande, Antenor Navarro, Catolé do Rocha, Guarabira e Mamanguape, quando em 1955 o governo estadual criou a SANESA - Saneamento de Campina Grande S.A - com o objetivo principal de garantir o abastecimento de água potável na cidade de Campina Grande(CAGEPA, 2016). Neste mesmo período, o Departamento Nacional de Obras Contra a Seca – DNOCS (órgão federal de proteção às secas), realizava diversas obras de segurança hídrica, como represas e adutoras, à exemplo do açude de Boqueirão (Epitácio Pessoa), que abastece toda a região de Campina Grande (BRASIL, 2016).
Além disso, preocupada com o atraso do setor diante dos estados do Sul e Sudeste do país e os constantes surtos epidêmicos de doenças relacionadas ao saneamento inadequado, a SUDENE resolveu criar na forma de subsidiária, a Companhia de Água e Esgotos do Nordeste – CAENE, em 1962 e mais tarde a Companhia Nordestina de Poços, com atuação em todo Nordeste, incluindo a Paraíba (CADERNOS DO NORDESTE, 2000).
Outros órgãos federais que tinham atuação no setor de saneamento no Estado neste período eram o Serviço Especial de Saúde Pública – SESP, posteriormente transformado em Fundação Serviço Especial de Saúde Pública – FSESP e a Superintendência de Campanhas de Saúde Pública – SUCAM; esta última atuava mais especificamente na área de controle de vetores. Em 1990, a Fundação Nacional de Saúde foi criada e assumiu as atribuições dos dois órgãos (FUNASA, 2016).
Em 28 de dezembro de 1966, o DAEC passa a ser SANECAP - Saneamento da Capital S.A - através do decreto executivo estadual 4.295/66, para obras de saneamento na capital paraibana e três dias depois, em 31 de dezembro do mesmo ano foi constituída a Companhia de Água e Esgotos da Paraíba – CAGEPA, através da lei 3.459/66. Esta mesma lei também institui o Fundo Estadual de Águas e Esgotos. A partir daí tivemos a SANESA, o SANECAP e a CAGEPA, além dos órgãos federais mencionados, atuando simultaneamente no Estado na área de saneamento (PARAÍBA, 1966; CAGEPA, 2016).
Partindo da premissa de organizar o setor, o governo federal cria o PLANASA em 1971, centralizando por um lado, os subsídios ao setor através do Banco Nacional de Habitação e por outro, a execução e operacionalização através das companhias estaduais de saneamento que detinham acesso aos empréstimos bancários.